# Stavropol
Pour la ville russe anciennement appelée Stavropol-sur-Volga, voir Togliatti (Russie).
Stavropol (en russe : Ставрополь) est une ville de Russie et la capitale administrative du kraï de Stavropol. Sa population s'élevait à 458 233 habitants en 2022. 
Il ne faut pas la confondre avec Stavropol-sur-Volga rebaptisée Togliatti en 1964

## Géographie
Stavropol est située au pied des montagnes du Caucase, à 236 km à l'est de Krasnodar, à 240 km au nord-est de Sotchi, 298 km au sud-est de Rostov-sur-le-Don et à 1 231 km au sud-sud-est de Moscou.

## Histoire
Lorsqu'elle est fondée en 1777, Stravropol est une place forte destinée à défendre la nouvelle frontière de l'empire russe résultant de la guerre russo-turque de 1768-1774. Elle acquiert le statut de ville en 1785. Potemkine, qui fonda Stavropol, une des 10 forteresses construites entre Azov et Mozdok à la demande de Catherine II, joua un rôle essentiel dans la création de la ville.  
Les cosaques du Don, en particulier ceux du régiment Khoperski, s'installèrent dans les villes de Stavropol et Gueorguievsk ainsi que dans leurs environs avec la mission de défendre les frontières de l'Empire russe. 
Le nom de Stavropol est la transcription en russe d'un nom grec fictif, Stauropolis, qui signifie la « ville de la croix ». Selon la légende, une immense croix en pierre fut trouvée sur l'emplacement du chantier de construction de la future ville.
En 1809, Alexandre Ier invita plusieurs familles arméniennes à s'installer près de la forteresse pour encourager le commerce dans la région. La position stratégique de Stavropol contribua à faciliter la conquête du Caucase. Au début du XIXe siècle, la ville devint un centre de commerce actif de Ciscaucasie. La voyageuse française Adèle Hommaire de Hell en livre une description pittoresque lors de son voyage en 1840 avec son mari. En 1843, Stravropol devint le siège d'un évêché de l'église orthodoxe russe et en 1847 le siège d'un gouvernement portant le même nom. 
Parmi les Russes célèbres qui ont visité ou ont résidé à Stavropol, on peut citer les généraux Souvorov, Iermolov et Nicolas Raïevski, les poètes Pouchkine et Lermontov, en disgrâce politique, le chirurgien Nicolas Pirogov, Alexandre Griboïedov, Léon Tolstoï et le poète national ossète Kosta Khetagourov. 
Durant la guerre civile russe, la ville changea plusieurs fois de camp. De janvier à juillet 1918, elle fut la capitale d'une éphémère république soviétique de Stavropol. Elle fut finalement conquise par l'Armée rouge qui en chassa l'Armée des Volontaires du général Anton Dénikine en janvier 1920.  
La ville fut renommée Vorochilovsk en 1935 en l'honneur du maréchal Kliment Vorochilov, mais elle retrouva son ancien nom en 1943. Durant la Seconde Guerre mondiale de nombreux habitants périrent et Stavropol, occupée par la Wehrmacht d'août 1942 à janvier 1943, fut très endommagée. 
Depuis 1946, du gaz naturel est extrait non loin de la ville et un gazoduc a été construit par la suite pour alimenter Moscou. 
Mikhail Gorbatchev, qui est né dans le kraï de Stravropol, a lui-même été durant plusieurs années responsable de l'administration du kraï de Stavropol. L'écrivain Alexandre Soljenitsyne, ainsi que le dirigeant soviétique Iouri Andropov, sont également originaires du kraï de Stavropol.

## La ville aujourd'hui
L'économie de Stravropol repose sur la construction automobile, la fabrication et la fourniture de matériels de travaux publics et de matériaux. La ville est reliée aux autres villes russes par la voie aérienne et les chemins de fer ainsi que par la route.
La région dans laquelle elle est construite étant plutôt une zone de petite montagne (de 230 à 660 m au-dessus du niveau de la mer), elle dispose d'un des plus grands et plus beaux parcs de Russie.
Stavropol possède un théâtre et une équipe de football le FK Dynamo Stavropol. 
Ses principaux établissements universitaires sont l'université d'État, l'université polytechnique d'État du nord Caucase, l'université d'agronomie et l'académie médicale d'État. 

### Patrimoine
- Cathédrale Saint-André de Stavropol (orthodoxe)
- Porte de Tiflis
- Ancien bâtiment de l'Assemblée de la Noblesse (1843), architecte Bernstein
- Ancien bâtiment de la Charité publique (1843), architecte Bernstein
- Ancien conseil provincial (1843), architecte Bernstein
- Gostinny Dvor (milieu XIXe siècle) ou galerie des marchands
- Théâtre des frères Mesniankine, abrite aujourd'hui l'orchestre philharmonique de la ville
- Ancien collège diocésain orthodoxe de filles (fin XIXe siècle), aujourd'hui institut de zootechnie
- Ancienne banque Macaire Popov & Cie (fin XIXe siècle)
- Ancien édifice de la Société Saint-Georges de crédit mutuel (début XXe siècle)
- Bibliothèque publique Lermontov (1955) en forme de temple grec
- Théâtre dramatique Lermontov, construit en 1964 avec une façade néo-grecque à portique hexastyle

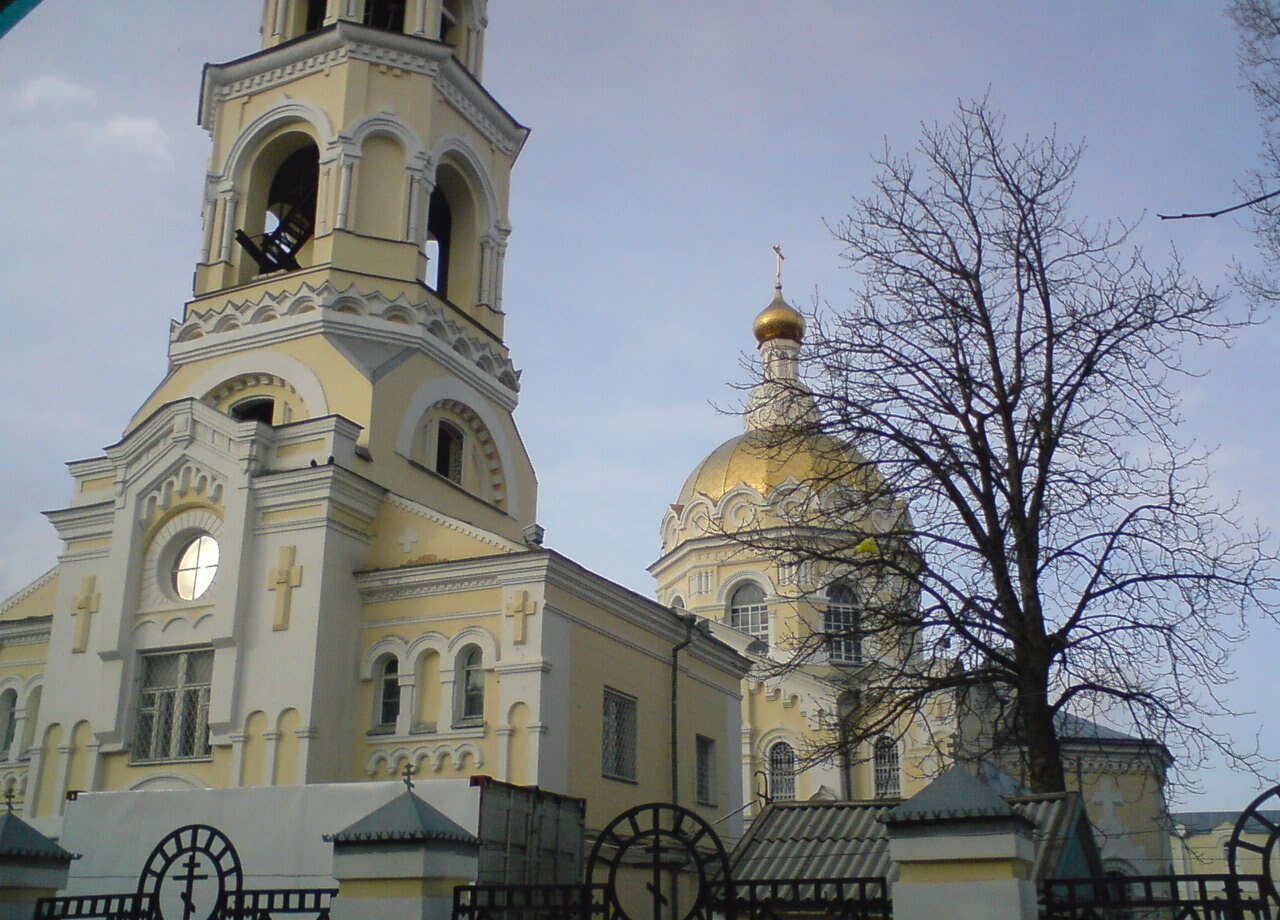
Cathédrale Saint-André.
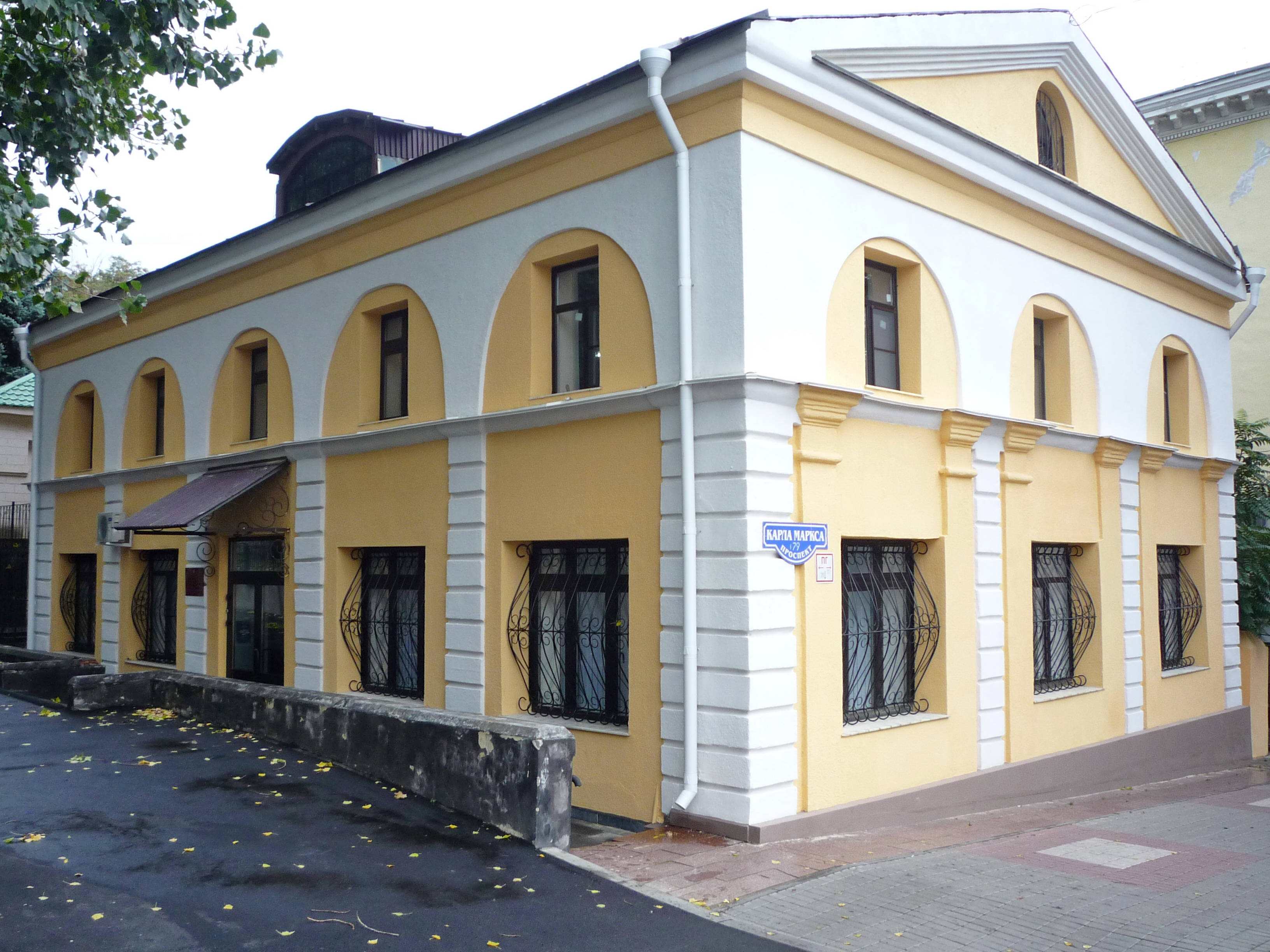
Gostinny Dvor.
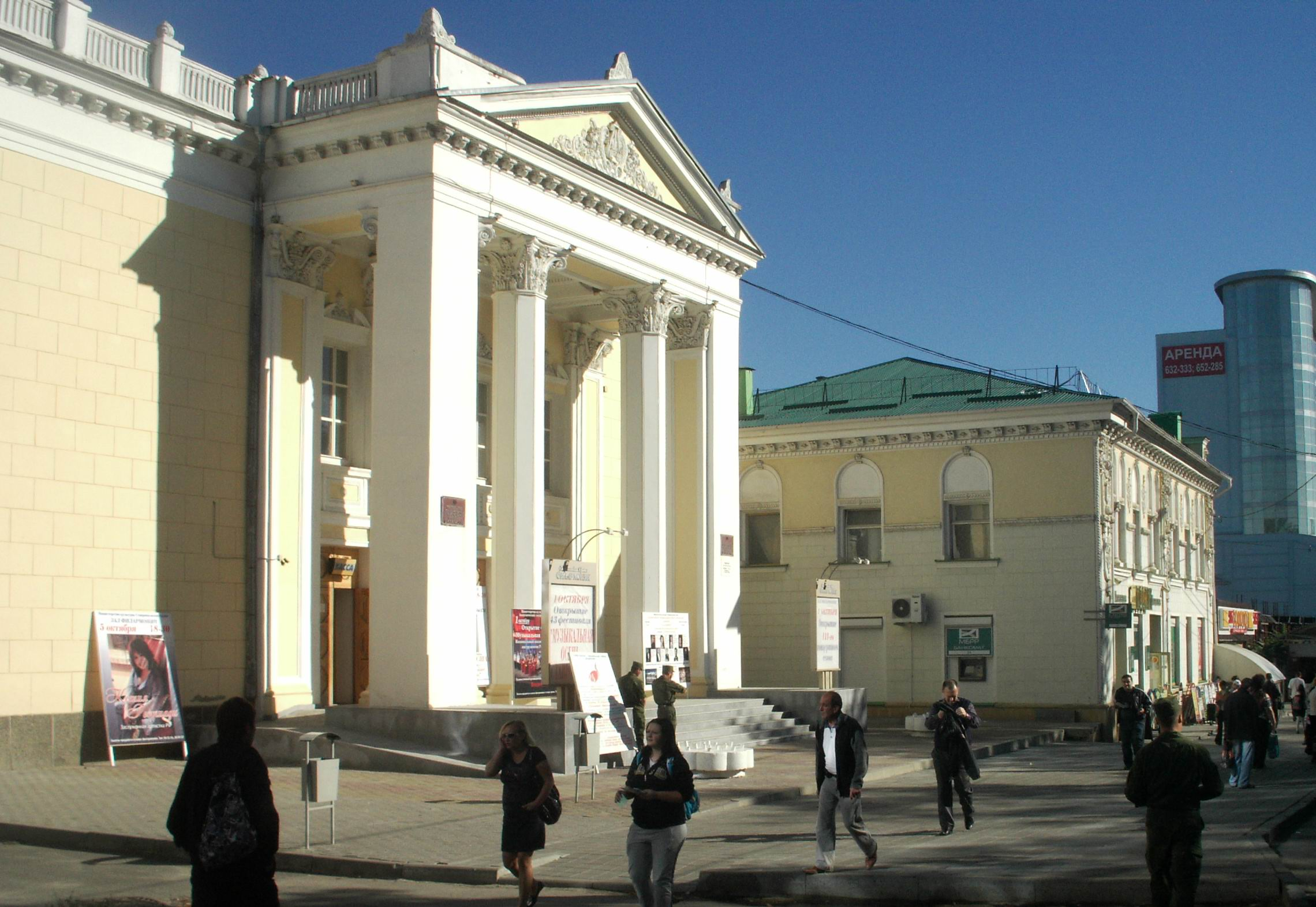
Théâtre des frères Mesniankine.
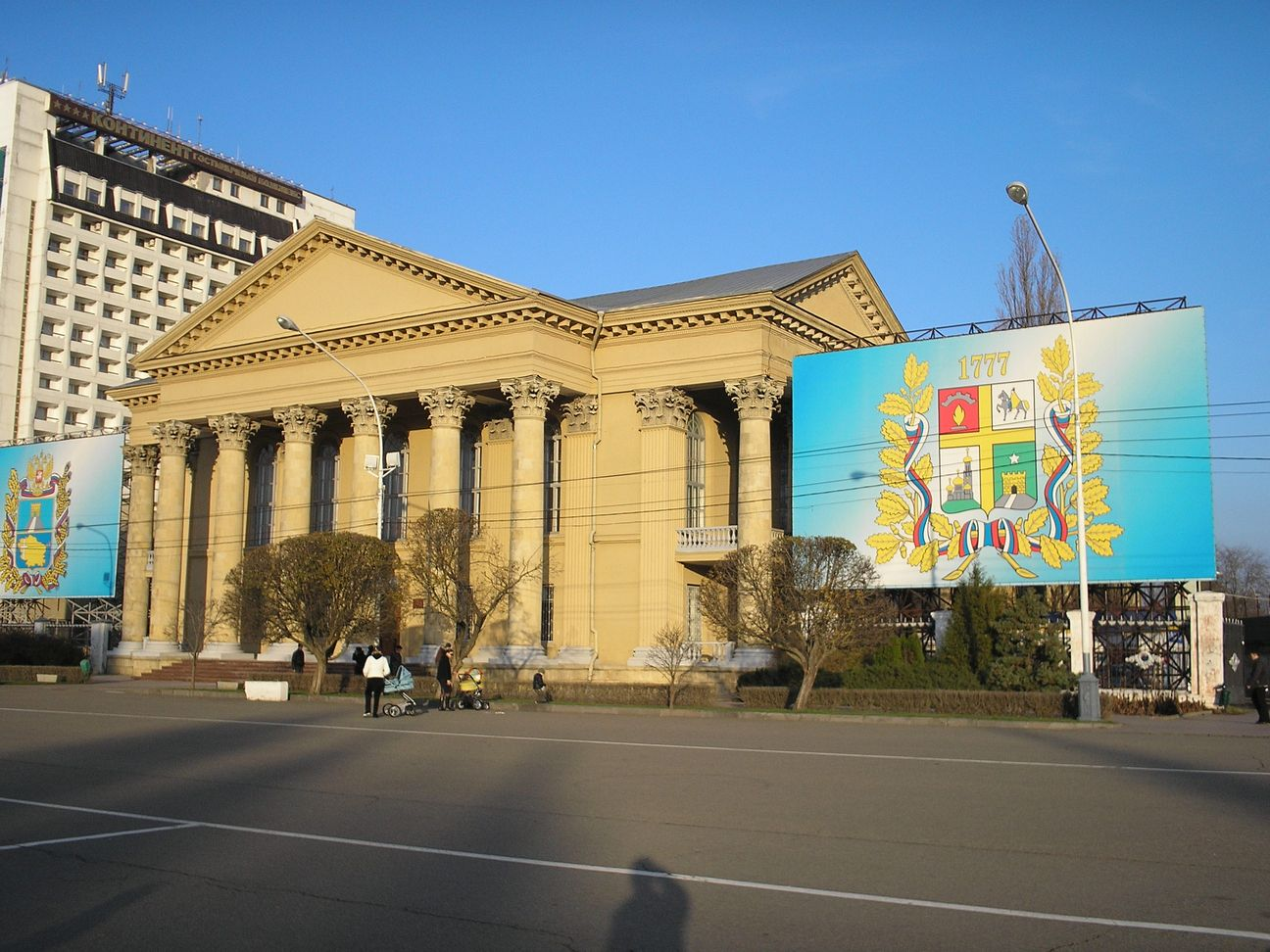
Bibliothèque Lermontov.

### Musées
- Musée des beaux-arts de Stavropol

## Population
La situation démographique de Stavropol s'est dégradée au cours des années 1990. Alors que le solde naturel s'élevait à 4,5 pour mille en 1990, il est devenu négatif. En 2005, le taux de natalité s'élève à 10,6 pour mille et le taux de mortalité à 12,2 pour mille ; le solde naturel est légèrement déficitaire (–1,6 pour mille). Toutefois, la population de la ville a connu une croissance vigoureuse depuis la dislocation de l'Union soviétique, avec une augmentation de 43 pour cent. La population de Stavropol comprend en effet un nombre significatif de nouveaux arrivants, qui ont fui l'instabilité qui règne depuis quelques années dans les régions frontalières de la Russie et des nations caucasiennes voisines.
Recensements ou estimations de la population
| 1849   | 1856   | 1873   | 1897*  | 1904   | 1913   | 1926*  | 1937*  |
| ------ | ------ | ------ | ------ | ------ | ------ | ------ | ------ |
| 13 974 | 17 300 | 29 617 | 41 590 | 49 613 | 62 400 | 57 488 | 63 844 |

| 1939*  | 1959*   | 1970*   | 1979*   | 1989*   | 2002*   | 2010*   | 2013    |
| ------ | ------- | ------- | ------- | ------- | ------- | ------- | ------- |
| 85 251 | 141 023 | 198 251 | 258 233 | 318 298 | 354 867 | 398 539 | 412 116 |

| 2014    | 2015    | 2016    | 2017    | 2018    | 2019    | 2020    | 2021    |
| ------- | ------- | ------- | ------- | ------- | ------- | ------- | ------- |
| 419 816 | 425 853 | 429 571 | 433 577 | 433 931 | 437 367 | 450 680 | 454 488 |

## Enseignement
- Université agraire de Stavropol, avec plus de treize mille étudiants

## Personnalités
- Evdokim Romanov (1855-1922), folkloriste et archéologue, mort à Stavropol
- Mikhaïl Gorbatchev a commencé sa carrière politique à Stavropol.

## Climat
| Mois                              | jan. | fév. | mars | avril | mai  | juin | jui. | août | sep. | oct. | nov. | déc. | année |
| --------------------------------- | ---- | ---- | ---- | ----- | ---- | ---- | ---- | ---- | ---- | ---- | ---- | ---- | ----- |
| Température minimale moyenne (°C) | −6,8 | −5,1 | −1,6 | 5,2   | 10,3 | 14,2 | 17   | 15,6 | 11,6 | 5,6  | 1,3  | −3,2 | 5,3   |
| Température moyenne (°C)          | −2,3 | −2,3 | 2,3  | 9,6   | 14,8 | 19,2 | 22,3 | 21,8 | 16,4 | 10   | 3,4  | −0,7 | 9,5   |
| Température maximale moyenne (°C) | −0,2 | 1,8  | 6,4  | 15,5  | 20,9 | 24,6 | 27,8 | 26,7 | 22,1 | 14,6 | 8,4  | 3,1  | 14,3  |
| Précipitations (mm)               | 29   | 27   | 31   | 45    | 74   | 78   | 60   | 56   | 44   | 41   | 45   | 41   | 571   |

## Jumelage
- Béziers (France) (jusqu'en 2022)
- Des Moines (États-Unis)
- Pazardjik (Bulgarie)

## Sport
handball
- Dinamo Viktor Stavropol

football
- FK Dinamo Stavropol

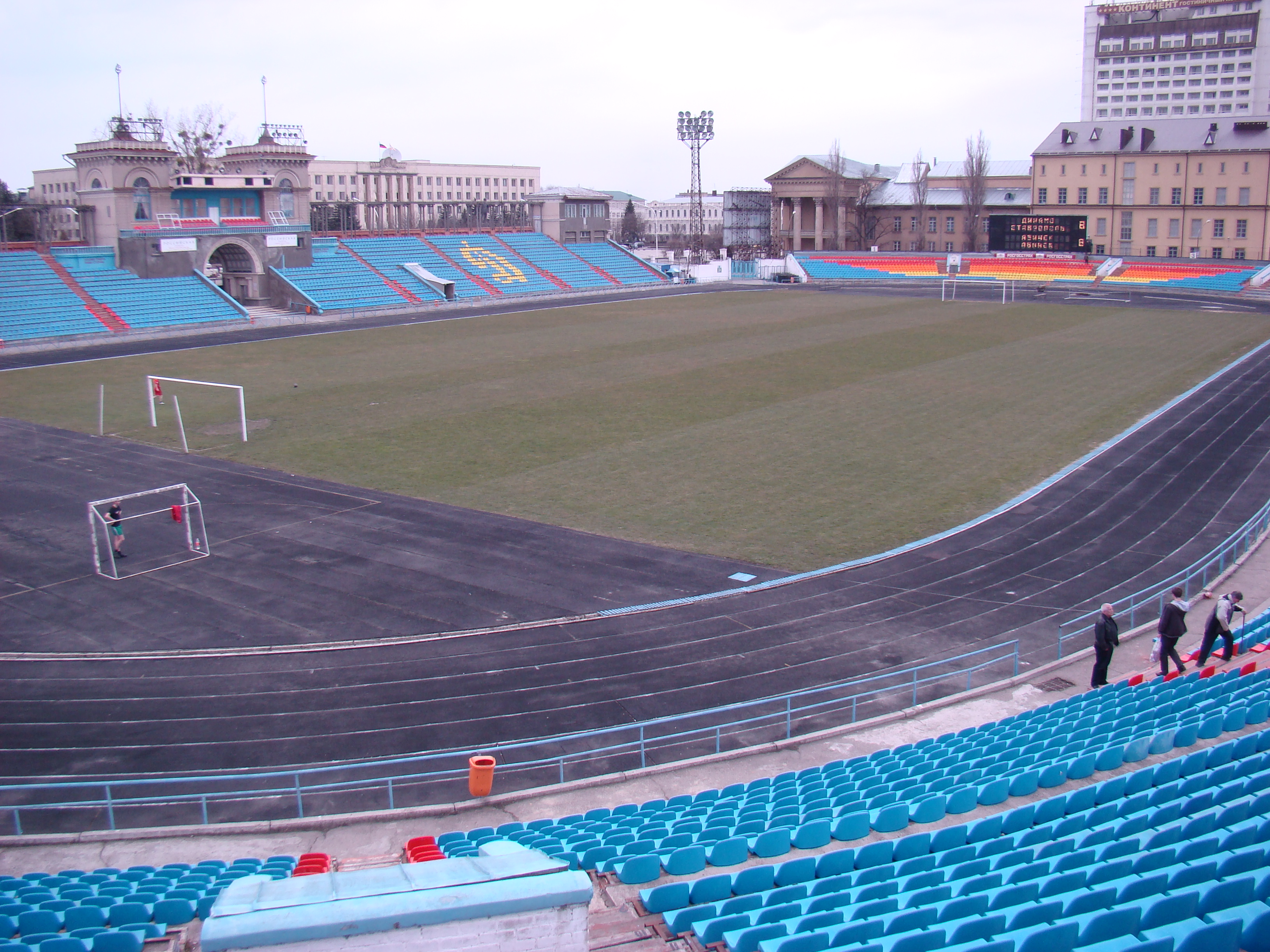
Stade du FK Dinamo Stavropol.

- FK Dinamo-GTS Stavropol (2014-2015)